# Pseudabryna hieroglyphica
Pseudabryna hieroglyphica är en skalbaggsart som beskrevs av Schultze 1934. Pseudabryna hieroglyphica ingår i släktet Pseudabryna och familjen långhorningar.
Artens utbredningsområde är Filippinerna. Inga underarter finns listade i Catalogue of Life.